# Politische Parteien in Schweden
Die folgenden politischen Parteien sind seit 2004 in Schwedens gewählten Volksversammlungen (Europäisches Parlament, Reichstag, Provinziallandtag, Gemeinderat) vertreten:

## Geschichte
Die Parteienlandschaft in Schweden begann sich mit der Bildung des Zwei-Kammer-Reichstages 1866 zu entwickeln. Anfangs dominierte die konservative Bauernpartei (lantmannaparti). Später organisierten sich die Bauern im 1922 gegründeten Bauernverband, der ab Ende der 1920er Jahre ca. 70 % der Stimmen aller Landwirte auf sich vereinigte. Die kleine vermögende Oberschicht in Stadt und Land wählte zumeist die konservative Partei. Mit der Industrialisierung erhielten liberale Parteien Aufwind, die sich 1902 in der Liberalen Sammlungspartei zusammenschlossen. Die Sozialdemokratische Arbeiter Partei (SAP) wurde 1889 gegründet. Nach Einführung des allgemeinen Wahlrechts 1918 erlangte sie eine dominierende Stellung unter Schwedens Parteien.

## Reichstagsparteien
- Centerpartiet (C)
- Liberalerna (LIB)
- Kristdemokraterna (KD)
- Miljöpartiet de gröna (MP)
- Moderata samlingspartiet (M)
- Sveriges socialdemokratiska arbetareparti (S)
- Vänsterpartiet (V)
- Sverigedemokraterna (SD)

## Provinziallandtage
- die acht Reichstagsparteien
- Sjukvårdspartiet (in vier Provinziallandtagen)
- Sveriges pensionärers intresseparti (in einem Provinziallandtag)

## Gemeinderäte (neben denjenigen mit ausschließlich lokalen Parteien)
- die acht Reichstagsparteien
- Sveriges Kommunistiska Parti (in ~5 Gemeinden)
- Sjukvårdspartiet (In ~10 Gemeinden)
- Kommunistiska Partiet (in ~15 Gemeinden)
- Sveriges pensionärers intresseparti (in ~50 Gemeinden)

## Europäisches Parlament
- die acht Reichstagsparteien

## Weitere Parteien
- Alternativ för Sverige (AfS)
- Feministiskt initiativ (FI)
- Kalle Anka-partiet
- Piratpartiet
- Volt Sverige